# 2015 RT245
2015 RT245 est un objet transneptunien binaire.

## Caractéristiques
2015 RT245 mesure environ 109 km de diamètre ayant un satellite de 104 km. Les objets orbitent à 14 680 ± 60 km l'un de l'autre,. L'objet pourrait être qualifié de transneptunien double.